# Твоя опора
«Твоя опора» — український благодійний фонд. Фонд є асоційованим членом Українського форуму благодійників (з 2017).

## Окремі проєкти
У рамках 6-го Одеського міжнародного кінофестивалю 12 липня 2015 року в Одесі вперше відбувся благодійний «Charity Weekend», створений Марією Єфросініною разом із фондом «Твоя опора».
У травні 2017 Марія Єфросініна та дизайнер прикрас Валерія Гузема і її бренд Guzema Fine Jewelry започаткували проєкт «Charity Chain» — для збору коштів у фонд «Твоя опора» в рамках благодійної програми фонду «Доторкнись до серця» для лікування дітей в Національному інституті серцево-судинної хірургії імені Миколи Амосова. Коштом фонду станом на листопад 2021 вже зроблено операції 140 дітям.
30 листопада 2017 року Київстар запустив соціальну платформу Sharity — для допомоги благодійним проєктам. У рамках цієї ініціативи оператор перерахував 1,6 млн грн фонду «Твоя опора» для забезпечення медикаментами операцій на дитячих серцях.
У зв'язку з пандемією коронавірусу у 2020 році Київстар виділив 30 мільйонів гривень благодійної допомоги. У співпраці з БФ «Твоя опора» на ці кошти компанія передала українським лікарням 10 апаратів штучної вентиляції легень із витратними матеріалами до них, 20 моніторів стану пацієнта і 6851 багаторазовий захисний костюм для медичних працівників у 30 опорних лікарень та 55 кисневих концентраторів.

## Відзнаки
Фонд зайняв 2-е місце у номінації «Всеукраїнська благодійність» VI національного конкурсу «Благодійна Україна».